# Schizoprymnus texanus
Schizoprymnus texanus är en stekelart som först beskrevs av Cresson 1872.  Schizoprymnus texanus ingår i släktet Schizoprymnus och familjen bracksteklar. Inga underarter finns listade i Catalogue of Life.